# 比约恩·林德
比约恩·林德（瑞典語：Björn Lind，1978年3月22日—），瑞典男子越野滑雪运动员。他曾代表瑞典参加2002年、2006年和2010年冬季奥林匹克运动会越野滑雪比赛，共获得二枚金牌。